# دهستان مصعبی
مصعبی دهستانی در بخش آیسک شهرستان سرایان استان خراسان جنوبی ایران است. بر پایه سرشماری عمومی نفوس و مسکن در سال ۱۳۹۰ جمعیت این دهستان ۱٬۸۶۵ نفر (در ۷۴۹ خانوار) بوده است.